# Kajara Ramaul
Kajara Ramaul (nep. कजरा रमौल) – gaun wikas samiti w środkowej części Nepalu w strefie Dźanakpur w dystrykcie Dhanusa. Według nepalskiego spisu powszechnego z 2011 roku liczył on 953 gospodarstwa domowe i 5218 mieszkańców (2782 kobiety i 2436 mężczyzn).